# 学校法人西口学園
学校法人西口学園（がっこうほうじんにしぐちがくえん）は、大阪市福島区にある学校法人。
「英風高等学校」と「英風女子高等専修学校」を設置。

## 沿革
- 1953年 - 新橋洋裁学院として、大阪市福島区に創立。
- 1967年 - 学校法人西口学園を設立。
- 1975年 - 向陽台高等学校の連携校として認可される。
- 1977年 - 野田文化服装専門学校、阪神家政専門学校（専門課程、高等課程）を設置。
- 2014年 - 英風女子高等専修学校へ改称。普通科新設。
- 2015年 - 普通科に製菓とマンガのカリキュラムを導入。
- 2020年 - 英風高等学校（通信制・単位制・普通科／女子のみ）を開校。
- 2024年 - 英風女子高等専修学校を募集停止。英風高等学校に統合。

## 交通
- 大阪環状線野田駅・大阪メトロ千日前線玉川駅 徒歩約5分
- 阪神本線野田駅 徒歩約12分
- JR東西線海老江駅 徒歩約12分